# Mexicali Fútbol Club
El Mexicali Fútbol Club Dragones, temporalmente Dragones Toluca Fútbol Club, es un equipo de fútbol profesional mexicano de la ciudad de Mexicali, en el estado de Baja California, con sede temporal en el Valle de Toluca, en el Estado de México. Juega en la Serie A de la Segunda División de México, también conocida como Liga Premier. 
El equipo fue presentado el 1 de julio del 2022 mediante la página oficial de la Liga Premier de México. Durante su estancia en Mexicali, disputaron sus encuentros de local en la Ciudad Deportiva, con capacidad para 4,000 espectadores. Actualmente el equipo disputa sus partidos de local en la Unidad Cultural SNTE Sección 17 Zinacantepec. 
El equipo finalizó su primer torneo en el último lugar de la tabla de clasificación de la Serie A, con 1 punto y menos 29 goles de diferencia, por lo que se convirtió en el club debutante con el peor desempeño en la historia de la liga.
En junio de 2025, el club anunció su cambio temporal de sede a Toluca por la rehabilitación en la pista de atletismo del campo de la Ciudad Deportiva de Mexicali, adoptando el nombre Dragones Toluca FC. La directiva y estructura se mantuvieron sin cambios, y se contempla un eventual regreso a Mexicali. Al mismo tiempo, se creó un equipo filial que permanece en Mexicali.

## Historia
El equipo fue anunciado en octubre de 2021, aunque se desconocía el nombre o la identidad que tendría. En la primera mitad del 2022, mas detalles sobre el club comenzaron a conocerse, incluyendo el nombre, apodo, colores y estadio que usarían. El 25 de abril de 2022 inician formalmente las visorías del club a cargo del Presidente Ernesto Navarrete Federico. El equipo fue aceptado como nuevo miembro de la Segunda División de México y su participación se hizo oficial el 1 de julio de 2022, siendo colocado en el Grupo 1 de la denominada Serie A, con Agustín Hernández como su primer entrenador.
En su primera participación en la Serie A de la Liga Premier, el equipo tuvo un desempeño muy por debajo de lo esperado, finalizando el torneo en la última posición de la tabla general. Dragones sumó únicamente un punto a lo largo de la temporada y acumuló una diferencia de goles de -29. Estos resultados lo convirtieron en el club debutante con el peor registro en la historia de la liga, tanto en términos de puntuación como de diferencia de goles.
El 30 de julio de 2024 disputaron el primer derbi oficial de fútbol profesional en la historia de la ciudad de Mexicali frente a Cachanillas FC de la Liga TDP, durante la fase de grupos de la Copa Promesas MX 2024. El encuentro concluyó con una victoria de 2-3 para los Dragones.
En el Clausura 2025, el equipo rompió su propio record negativo al cerrar el torneo sin haber conseguido un solo punto, con una marca de cero victorias, cero empates y todas sus jornadas perdidas. Además, terminó con una diferencia de goles de -29, igualando el registro negativo en ese rubro de su torneo de debut. Con estos resultados, el club se consolidó como el equipo con la peor campaña en la historia de la Serie A de la Liga Premier.

### Cambio de sede y filial
En abril de 2025 se anunció que Dragones de Mexicali se vería obligado a cambiar de sede para la siguiente temporada, debido a las obras de rehabilitación en la pista de atletismo de la Ciudad Deportiva, lo que imposibilitó el uso del estadio para partidos oficiales. Ante la falta de otro campo en Mexicali que cumpliera con los requisitos establecidos por la Liga Premier, el club se vería forzado a abandonar temporalmente la ciudad.
En junio del mismo año se confirmó el traslado del equipo a Toluca, Estado de México, adoptando el nombre Dragones Toluca Fútbol Club, aunque conservando la estructura deportiva y administrativa surgida en Mexicali, con la intención de regresar en el futuro cuando las condiciones lo permitan.
Pese al cambio de sede del primer equipo, Dragones anunció que mantendría presencia en Mexicali mediante la creación de una filial con la intención de participar en la Tercera División Mexicana, resultado de la fusión con el club local 40 Grados MXL FC (equipo que ya contaba con experiencia en el futbol profesional en años anteriores). Este nuevo equipo operaría como semillero de talento en la región para el club y conservaría el vínculo del proyecto original con la ciudad. En agosto se reportó que las negociaciones para su inclusión en la Liga TDP 2025-26 no prosperaron, por lo que el conjunto finalmente solo participaría en ligas locales durante esa temporada.

## Desempeño por temporada

### 2022-2023: Primeros torneos

#### Apertura 2022
El primer torneo de Mexicali FC se vio sumido en un pobre desempeño, acompañado de múltiples golizas. El primer gol profesional en la historia del club se dio el 3 de septiembre de 2022, durante el partido de visita correspondiente a la jornada 2 en contra de Mineros de Fresnillo, encuentro que culminó en una derrota de 6-1 para el conjunto mexicalense. Al final del torneo el club únicamente consiguió un punto, logrado en la jornada 10, esto tras empatar a un gol con Coras Fútbol Club; terminando así el torneo en el último lugar tanto de su grupo como de la tabla general.

#### Clausura 2023
Para el Clausura 2023 se hizo una reestructuración del club, por lo que se contrató a Raúl Arias como director deportivo de la institución. Junto a Arias, llegó Enrique López Zarza como nuevo entrenador del equipo.Durante el tiempo de López Zarza al mando, se notó una clara mejoría en el desempeño del equipo con respecto al torneo pasado. El 14 de enero de 2023, Mexicali FC consiguió su primera victoria en la historia tras derrotar por 4-2 a Mineros de Fresnillo FC en la Ciudad Deportiva de Mexicali. Sin embargo, la mejoría del equipo no fue la suficiente para que pudieran competir por puestos de liguilla, culminando la temporada en el antepenúltimo puesto de su grupo con un saldo de dos victorias, dos empates y seis derrotas. Al final del torneo, Enrique López Zarza sale del club y Manuel Naya toma su lugar como director técnico.

### 2023-2024: Torneo largo

#### Primera vuelta
Para la temporada 2023-24, la Liga Premier FMF decidió que se jugaría un torneo largo,así como reducir la cantidad de grupos a dos y en su lugar incrementar el número de equipos por grupo, el cual subió de once a dieciocho (la salida de Yalmakan y Chihuahua lo dejó en diecisiete).Durante la etapa de Naya el equipo estuvo envuelto en múltiples altibajos, alternando entre buenas y malas actuaciones. La primera vuelta del torneo fue mala para los Dragones, iniciándolo con el pie izquierdo con la suspensión de su primera jornada,encuentro que fue dado a Cimarrones 1-0 sobre la mesa. A pesar de esto, lograron reponerse momentáneamente las siguientes tres jornadas, consiguiendo dos victorias seguidas y un empate. Sin embargo, el buen momento fue breve ya que en el resto de partidos solamente pudieron conseguir una victoria más, quedándose con 12 derrotas en su lugar, destacándose el peor resultado en la historia del club por 8-0 a manos de Alacranes de Durango.

#### Segunda vuelta
La segunda vuelta del torneo trató mejor a los mexicalenses, teniendo un desempeño mucho más competitivo, ya que obtuvieron cinco victorias, cuatro empates y siete derrotas; además de concluir el torneo con una victoria en casa por 2-0 frente a Alacranes de Durango, con la cual el equipo logró tomar revancha de la goleada recibida en la vuelta anterior. Lamentablemente para la afición cachanilla, los malos resultados de la primera vuelta le impidieron al equipo pelear por puestos de liguilla, volviendo a quedar en el antepenúltimo lugar de su grupo. Al terminar la temporada, Manuel Naya deja al club mexicalense. 

### 2024-2025: Regreso a torneos cortos
En julio de 2024, se presentó a Omar Ramírez como nuevo entrenador del equipo para la siguiente temporada, convirtiéndose en el cuarto estratega en la historia del club.Durante el mismo mes, la Liga Premier anunció que se regresaría al antiguo formato de torneos cortos, así como dividir los grupos en tres.

#### Copa Promesas MX 2024
En julio de 2024 se anunció la creación de la Copa Promesas MX, un torneo juvenil que reúne a 64 equipos de las ligas profesionales de futbol del país, excluyendo la Liga de Expansión. Su objetivo es fomentar el desarrollo de jóvenes talentos, enfrentando a clubes Sub-19 de la Liga MX contra equipos de las Ligas Premier y TDP.
La primera experiencia de Ramírez como timonel de los Dragones fue durante la edición 2024 de este torneo, torneo que resultó agridulce para el conjunto mexicalense, ya que no se consiguió la clasificación a la siguiente ronda tras perder contra los equipos tijuanenses Atlético de Tijuana de Liga TDP y Xolos de Tijuana Sub-19 de Liga MX; pero se consiguió la victoria en lo que fue el primer derbi mexicalense oficial en la historia del fútbol profesional de la ciudad fronteriza,tras derrotar 2-3 a Cachanillas F.C. de Liga TDP.

#### Apertura 2024
El Apertura 2024 para Mexicali Fútbol Club se caracterizó por un rendimiento muy por debajo de las expectativas, terminando en el último lugar del Grupo 1. El equipo logró solo una victoria, 2-0 contra Aguacateros CDU, y dos empates. Las derrotas fueron recurrentes, destacándose goleadas como la de 5-0 frente a Durango. Este mal desempeño situaba al Apertura 2024, hasta ese momento, como la segunda peor temporada en la historia del club (esto cambiaría la siguiente temporada), marcando un retroceso significativo en su evolución competitiva.

#### Clausura 2025
El Clausura 2025 marcó un punto muy bajo en la corta historia del Mexicali Fútbol Club, siendo esta la peor temporada desde su fundación, superando incluso a su temporada debut. El equipo, que compitió nuevamente en el Grupo 1 de la Serie A de la Liga Premier FMF, no consiguió ni una sola victoria ni empate en los 14 partidos que jugó, cerrando con una tabla grupal y general en último lugar.
A lo largo del torneo, el club anotó apenas 6 goles y sufrió 35 en contra, lo que refleja una marcada debilidad tanto en ofensiva como en defensa. La situación fue especialmente dolorosa en los enfrentamientos contra Cimarrones de Sonora, con derrotas rotundas de 5-0 en el primer encuentro y 4-0 en el segundo.

## Estadísticas del club
- Temporadas en Segunda División:
  - 5 (Apertura 2022 - presente)
- Mejor posición en Segunda División:
  - 27° (Clausura 2023)

- Mayor cantidad de puntos obtenidos:
  - 29 (2023-24)
- Mayor cantidad de goles anotados:
  - 22 (2023-24)

- Máxima goleada conseguida:
  - Mexicali 4-2 Saltillo (Clausura 2023)

- Máxima goleada recibida:
  - Durango 8-0 Mexicali (2023-24)

## Estadio
Mexicali Futbol Club Dragones disputa sus encuentros de local en la Ciudad Deportiva de Mexicali, la cual tiene aforo para 4,000 espectadores. La cancha en su totalidad es de pasto sintético, certificado por la FIFA, para cumplir con la normatividad de la misma.
Se encuentra al lado del Estadio Nido de los Águilas y del Auditorio PSF, que son hogar de las Águilas de Mexicali y los Soles de Mexicali, equipos representativos del municipio en el beisbol y básquetbol, respectivamente. Así, los equipos deportivos y profesionales de Mexicali comparten las instalaciones de la Ciudad Deportiva.
Para el 2025, a causa de su mudanza temporal por la remodelación en Ciudad Deportiva, el equipo disputará sus partidos de local en la Unidad Cultural SNTE Sección 17 Zinacantepec, el cual se encuentra en el Valle de Toluca, Estado de México.

## Identidad
La mascota del equipo es el dragón, criatura mitológica presente en diversas culturas alrededor del mundo. En varias entrevistas, el presidente del club, Ernesto Navarrete, ha explicado que la elección de la mascota se llevó a cabo mediante propuestas de los aficionados en redes sociales. De todas las opciones presentadas, el dragón fue la más frecuente.

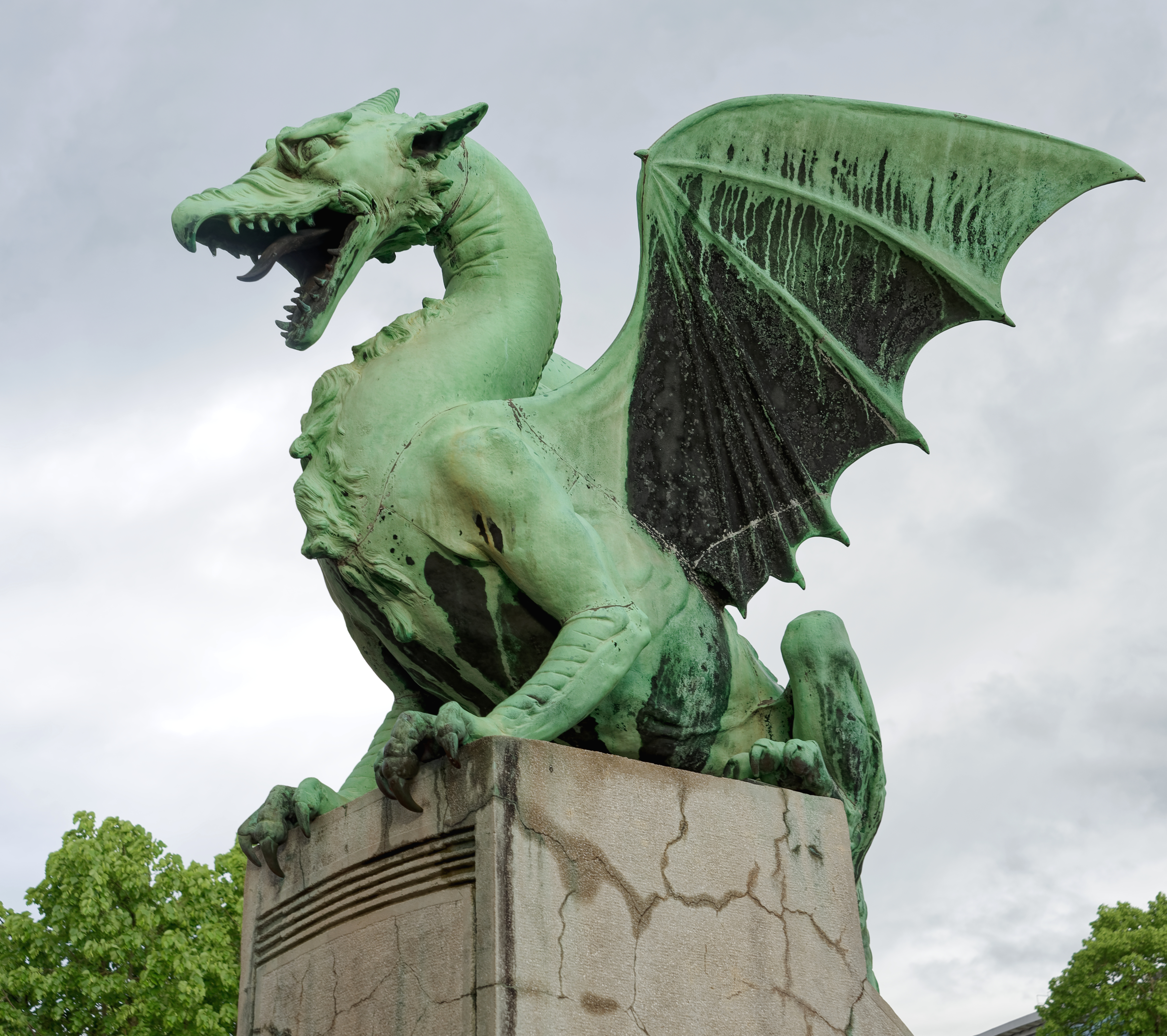
El dragón es la mascota del equipo.

Navarrete, al profundizar sobre la elección del dragón, mencionó:

«el dragón es un ser mitológico en todas las culturas, que refleja sabiduría, refleja compatibilidad, es un símbolo de protección, y a Mexicali nos venía muy bien el símbolo del dragón, y no solo también por un tema cultural, sabemos que aquí en Mexicali hay una colonia muy importante de chinos, sino también todo el tema del calor, de la temperatura.»

## Uniforme
- Local: Camiseta negra con detalles dorados en las mangas, pantalón negro con detalles dorados a los costados, medias negras.
- Visitante: Camiseta blanca con cuello negro y detalles negros y dorados en las mangas, pantalón blanco con detalles negros a los costados, medias blancas.

| Primer Uniforme | Segundo Uniforme |
| --------------- | ---------------- |

### Uniformes anteriores
- 2023-2024

| Primer Uniforme | Segundo Uniforme |
| --------------- | ---------------- |

- 2022-2023

| Primer Uniforme | Segundo Uniforme |
| --------------- | ---------------- |

### Marcas proveedoras
- 2022-2024:  Fito Sport
- 2024-presente:  Oqiqo

## Jugadores

### Altas y bajas: Temporada 2024-25
| Altas               | Altas         | Altas                         |
| Jugador             | Posición      | Procedencia                   |
| ------------------- | ------------- | ----------------------------- |
| Pedro Alarcón       | Portero       | Guerreros de Puebla           |
| Alejandro Nungaray  | Defensa       | Agente Libre                  |
| Luis Hernández      | Defensa       | Agente Libre                  |
| Mario Sarmiento     | Defensa       | Gavilanes F. C.               |
| Carlos Moreno       | Defensa       | C. F. Gallos Nuevo Léon       |
| Saúl Pérez          | Defensa       | Fuerzas Básicas               |
| Cristian Solís      | Defensa       | Fuerzas Básicas               |
| Omar Ramírez        | Mediocampista | Agente Libre                  |
| Whitmer Padilla     | Mediocampista | Escorpiones Zacatepec F. C.   |
| Jorge Nakamura      | Mediocampista | Escorpiones Zacatepec F. C.   |
| Kariff García       | Mediocampista | Fuerzas Básicas               |
| Fermín Díaz         | Mediocampista | C. D. Chilpancingo            |
| Jair López          | Mediocampista | Fuerzas Básicas               |
| Xavier González     | Mediocampista | Fuerzas Básicas               |
| Francesco Serafino  | Delantero     | Club Sol de América (Formosa) |
| Juan Llorca         | Delantero     | Agente Libre                  |
| Christopher Johnson | Delantero     | Agente Libre                  |

| Bajas            | Bajas         | Bajas             |
| Jugador          | Posición      | Destino           |
| ---------------- | ------------- | ----------------- |
| Aksel Hernández  | Portero       | Agente Libre      |
| Pablo Villar     | Portero       | Agente Libre      |
| Eddie Pérez      | Defensa       | Agente Libre      |
| Rodrigo García   | Defensa       | Agente Libre      |
| Cristo Torres    | Defensa       | Tritones Vallarta |
| Lucas Irusta     | Defensa       | Agente Libre      |
| Juan Silva       | Mediocampista | Agente Libre      |
| Luis Martínez    | Mediocampista | Agente Libre      |
| Gerardo Martínez | Mediocampista | Agente Libre      |
| Erick Pérez      | Mediocampista | Gavilanes F.C.    |
| Román Guerrero   | Mediocampista | Agente Libre      |
| Luis León        | Mediocampista | Agente Libre      |
| Mauricio Rojas   | Mediocampista | Agente Libre      |
| Jorge Molina     | Delantero     | Agente Libre      |
| Gonzalo Gadea    | Delantero     | Agente Libre      |

## Entrenadores
- Agustín Hernández (2022)
- Enrique López Zarza (2023)
- Manuel Naya (2023-2024)
- Omar Ramírez (2024-presente)

## Temporadas
| Temporada     | División          | Posición     |
| ------------- | ----------------- | ------------ |
| Apertura 2022 | 3.Segunda Serie A | 11.º Grupo I |
| Clausura 2023 | 3.Segunda Serie A | 9.º Grupo I  |
| 2023/2024     | 3.Segunda Serie A | 15.º Grupo I |
| Apertura 2024 | 3.Segunda Serie A | 12.º Grupo I |
| Clausura 2025 | 3.Segunda Serie A | 12.º Grupo I |